# 科倫卡鄉

46°31′0″N 24°37′0″E / 46.51667°N 24.61667°E
科倫卡鄉（羅馬尼亞語：Comuna Corunca, Mureș），是羅馬尼亞的鄉份，位於該國中部，由穆列什縣負責管轄，面積17平方公里，海拔高度364米，2007年人口1,898，人口密度每平方公里112人。